# ГЕС Фортуна (Едвін Фабрега)
ГЕС Фортуна (Едвін Фабрега) — гідроелектростанція на заході Панами в провінції Чирикі. Знаходячись перед ГЕС Есті, становить верхній ступінь каскаду на річці Чирикі, що впадає в Тихий океан неподалік від столиці названої провінції міста Давид.
У межах проекту лівий витік Чирикі Rio Brazo de Hornito перекрили кам'яно-накидною греблею з бетонним облицюванням висотою 98 метрів та довжиною 600 метрів. Вона утримує водосховище з площею поверхні 10,5 км2, глибиною до 90 метрів та припустимим коливанням рівня поверхні між позначками 1010 та 1050 метрів НРМ, що забезпечує об'єм у 172,3 млн м3. Зі сховища під лівобережним гірським масивом прокладено підвідний дериваційний тунель довжиною 6 км.
Машинний зал станції споруджений у підземному виконанні на глибині 430 метрів. Доступ до нього здійснюється через тунель довжиною 1,6 км з перетином 23х29 метрів. Основне обладнання ГЕС становлять три турбіни типу Пелтон потужністю по 100 МВт, які при напорі від 765 метрів забезпечують виробництво 1661 млн кВт-год електроенергії на рік.
Відпрацьована вода прямує по відвідному тунелю довжиною 8 км до долини невеликої річки Quebrada Barrigon (ліва притока Чирикі), де потрапляє у створене для ГЕС Есті водосховище.
Видача продукції відбувається до розташованої за 8 км підстанції, розрахованої на напругу 230 кВ.